# Frank Gorshin

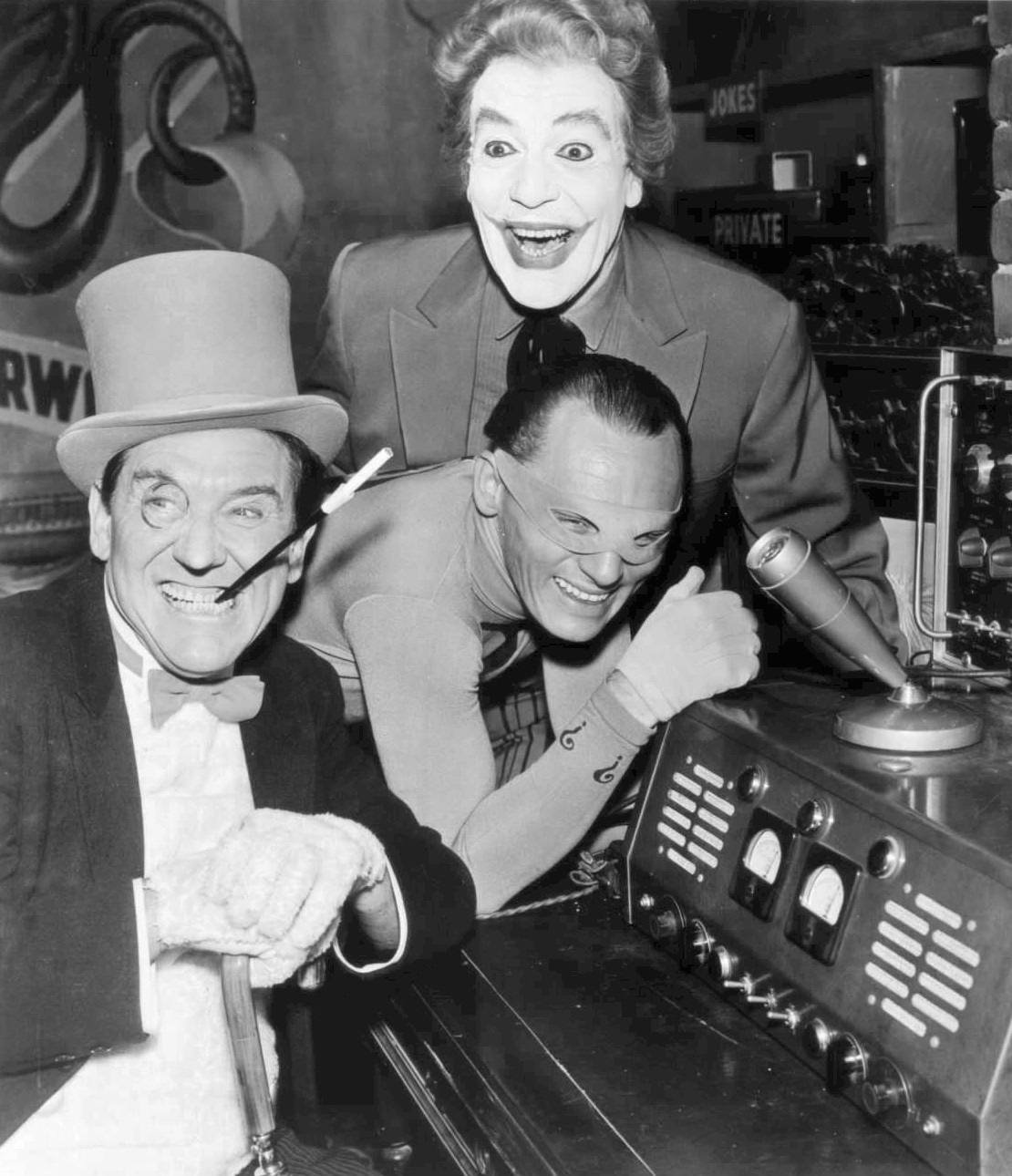
Foto publicitaria de algunos de los villanos de Batman. De izquierda a derecha: El pingüino Burgess Meredith, El acertijo Frank Gorshin y El bromista César Romero

Frank John Gorshin, Jr. (Pittsburgh, 5 de abril de 1933 - Burbank, 17 de mayo de 2005), fue un famoso actor estadounidense que interpretó el papel de Riddler en la serie de TV de Batman, y en el filme derivado, Batman. Su larga lista de títulos incluye papeles en películas como "El gran impostor", "Un gato del FBI" y "12 monos" y apariciones como artista invitado en series de TV como "Ciudad desnuda", "Combat!" y "Star Trek".
Hizo su debut en Broadway en 1969 interpretando  el papel principal en "Jimmy", un musical basado en la vida del antiguo alcalde de Nueva York Jimmy Walker. Posteriormente, tras una gira por teatros regionales, volvió a Broadway donde en 2002 vivió su mayor triunfo  en la escena con el éxito "Say goodnight, Gracie", por el que fue candidato a un "Tony".